# Fronteira Etiópia–Quénia
A fronteira entre Etiópia e Quénia é a linha que limita os territórios da Etiópia e do Quénia. Começa junto a Todenyang, localidade queniana junto ao extremo noroeste do lago Turkana, atravessa o lago a norte do deserto de Chalbi e segue por segmentos retos atravessando o monte Furroli (2004 m). A leste deste é de forma mais irregular. Atravessa a cidade dividida de Moyale e termina entre as cidades de Mandera (Quénia) e Beled Haawo (Somália). A atual fronteira foi definida em 2015. 